# Динер, Нелли

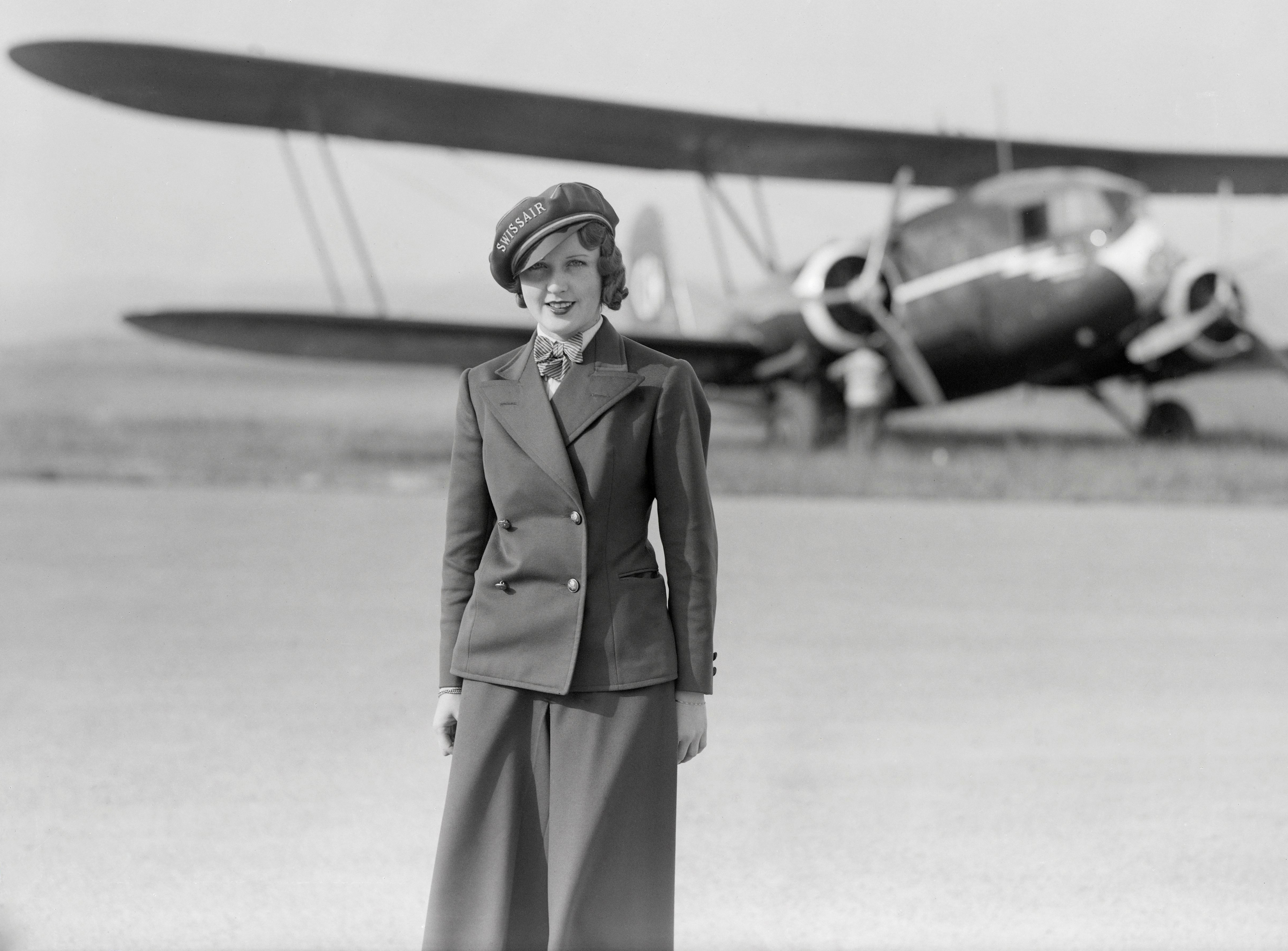
Нелли Динер, первая стюардесса в Европе, перед высокоскоростным самолётом Curtiss AT-32C Condor, CH-170, предположительно в Дюбендорфе.

Нелли Хедвиг Динер (нем. Nelly Hedwig Diener; 5 февраля 1912 г. — 27 июля 1934, близ Вурмлингена) — первая бортпроводница в Европе, работала в швейцарской авиакомпании Swissair.

## Биография

### Первые бортпроводники
Первый в мире стюард на борту самолёта дежурил в 1911 году на коммерческом дирижабле LZ 10 «Schwaben» компании DELAG. 1 мая 1927 года British Imperial Airways впервые в мире взяла к себе на службу бортпроводника на маршруте Лондон-Париж. Профессия бортпроводника восходит к операционному менеджеру компании Boeing Air Transport (ныне United Airlines), который в 1930-е годы считал, что бортпроводницы-женщины будут оказывать на пассажиров успокаивающее действие, уменьшая страх перед полетами, которые в то время считались экзотикой. 15 мая 1930 года американская медсестра Эллен Чёрч (1904—1965) стала первой стюардессой в мире, сопровождавшей пассажиров трёхмоторного Боинга 80А компании Boeing Air Transport .

### Первая стюардесса в Европе

Нелли Динер на камбузе Curtiss AT-32C Condor (1934 г.)

Нелли Динер с пассажирами в кабине Curtiss AT-32C Condor (1934 г.)

В начале 1934 года Нелли Динер стала первой в Европе бортпроводницей швейцарской авиакомпании Swissair. Журнал «Аэро-Ревю» прославлял её то как «белокурую, кудрявую даму с длинными ресницами», то как «ангела воздуха». Она баловала своих пассажиров самодельной едой и напитками. В первые годы существования Swissair питание не входило в стоимость полета; в первые дни коммерческих самолётов не было места для бортовой кухни в тесном пространстве. Были предложены чай, кофе, бутерброды, суп и фрукты. Нелли Динер успокаивала пассажиров, которые боялись летать, и играла со многими из них в карты или, чтобы отвлечься от страха перед полетом, вместе вязали, пели песни или даже йодль. Стюардессы Swissair первоначально выполняли свою работу без униформы и должны были довольствоваться лишь белым фартуком — с другой стороны, современные фотографии вне самолёта в основном изображают Нелли Динер в летной куртке, брюках и шляпе. Её должность указана на открытке как «Стюардесса скоростного самолёта Swissair „Кондор“».

## Смерть
Как первая женщина-бортпроводник в Европе, Нелли Динер получила известность далеко за пределами страны. Она разбилась в возрасте 22 лет после 83 полетов при крушении 14-местного Curtiss AT-32C Condor (бортовой номер CH-170) 27 июля 1934 года на маршруте Цюрих-Берлин под Вурмлингеном.
В отчёте Swissair за 1934 финансовый год об аварии и её причинах говорится следующее:

В истекшем финансовом году наша компания потерпела первую серьезную авиакатастрофу в результате крушения самолета Кертисс-Кондор 27 июля 1934 года в районе Тутлингена. Согласно отчету официальной комиссии по расследованию, причина была вызвана скрытым постоянным разрывом соединительной лопасти двух правых передних проводов натяжения в установке двигателя. Все претензии по этому происшествию и в настоящее время полностью удовлетворены. Верные члены экипажа, господин Армин Мюлематтер, пилот, господин Ганс Дашингер, бортовой радист, мисс Нелли Динер, стюардесса, которые отдали свои жизни, выполняя свой долг, мы всегда будем хранить почтенную память.Оригинальный текст (нем.)Im abgelaufenen Geschaftsjahre hatte unsere Gesellschaft ihren ersten schweren Flugzeugunfall durch den Absturz der Curtiss-Condor am 27. Juli 1934 bei Tuttlingen zu beklagen. Nach dem Bericht der amtlichen Untersuchungskommission war die Ursache auf einen versteckten Dauerbruch des Anschlußlappens der beiden rechten vorderen Verspannungsdrähte im Motoreinbau zurückzuführen. Alle Ansprüche aus diesem Unfall sind inzwischen restlos erledigt worden. Der treuen Bordmannschaft, Herrn Armin Mühlematter, Pilot, Herrn Hans Daschinger, Bordfunker, Fräulein Nelly Diener, Stewardess, die in Erfüllung ihrer Pflicht ihr Leben ließen, werden wir stets ein ehrendes Andenken bewahren.